# Птицы Волгоградской области (Совообразные)
Орнитофауна Волгоградской области включает 8 видов отряда совообразных (Strigiformes). 
| Семейство Совиные — Strigidae |                                                 | |
|                               | Otus scops — Сплюшка                            | Обычна, но не на всей территории региона. Гнездится. Зимует редко. |
|                               | Bubo bubo — Филин                               | Гнездится на всей территории региона, в основном в лесах и лесопосадках по Волге и Дону. Встречается на зимовках. Малочислен. Занесён в Красную книгу Волгоградской области. |
|                               | Nyctea scandiaca (Bubo scandiacus) — Белая сова | Очень редко залетает на территорию региона. |
|                               | Strix aluco — Серая, или обыкновенная, неясыть  | Изредка гнездится на севере региона, по долине Дона проникает на юг до Калача-на-Дону.                                                                                       |
|                               | Athene noctua — Домовый сыч                     | Гнездится и зимует на территории области. Редок. |
|                               | Aegolius funereus — Мохноногий сыч              | Очень редко залетает на территорию региона. |
|                               | Asio otus — Ушастая сова                        | Наиболее многочисленный вид на территории области. Гнездится и зимует. |
|                               | Asio flammeus — Болотная сова                   | Редкий вид в данном регионе. Гнездится и зимует. Изредка встречаются пролётные особи.                                                                                        |